# Maria Schuhmeister

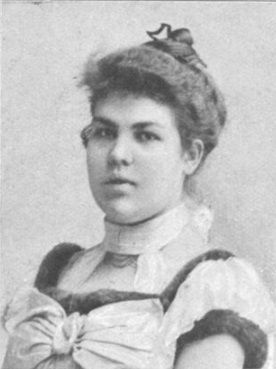
Maria Schuhmeister

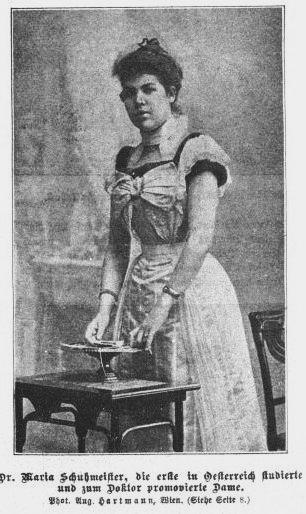
Maria Schuhmeister (1905)

Maria Schuhmeister (* 20. Mai 1877 in Wien; † 6. Oktober 1951 in Washington (Bundesstaat)) war die erste Frau, die in Österreich ihr Medizinstudium absolviert hat. Sie wurde am 25. Juli 1905 an der Karl-Franzens-Universität in Graz zum Doktor der gesamten Heilkunde promoviert und war eine Kommilitonin von Oktavia Aigner-Rollett.

## Biografisches
Maria Schuhmeister war die Tochter von Josef Schuhmeister, Mittelschulprofessor in Salzburg und später Direktor der Lehrerbildungsanstalt in Klagenfurt.

## Ausbildung
Maria Schuhmeister hat die Lehrerinnenbildungsanstalt der Frauen in Salzburg 1897 absolviert und dort die Reifeprüfung mit Auszeichnung bestanden. Die Gymnasialstudien absolvierte sie vollständig und ausschließlich unter Leitung ihres Vaters, des Direktors der Lehrerbildungsanstalt in Graz, und die Gymnasial-Maturitätsprüfung legte sie am 1. k. und k. Staatsgymnasium in Graz 1899 ab. Danach immatrikulierte sie (Matr.-Nr. 12689) an der medizinischen Fakultät der Universität Zürich im Wintersemester 1899, kehrt aber nach kurzer Zeit nach Graz zurück. Nach einem Jahr mit philosophischen Studien an der Karl-Franzens-Universität in Graz, begann sie mit dem Wintersemester 1900/1901, ab dem sich die medizinische Fakultät für Frauen geöffnet hatte, sofort mit dem Medizinstudium. Sie legte sämtliche Prüfungen mit glänzendem Erfolg ab.

## Weiterer Werdegang
1906 wurde Maria Schuhmeister die erledigte Sekundararztstelle am städtischen Krankenhaus in Baden bei Wien verliehen. 1907 eröffnete sie in Baden eine eigene Praxis, verließ aber Österreich 1912, ging in die Vereinigten Staaten von Amerika, wo sie im September 1917 den Arzt Arthur Heinemann heiratete und Familie hatte. Das Ärzte-Ehepaar ließ sich in Bellingham (Washington) nieder, wo Maria Schuhmeister am 6. Oktober 1951 verstarb, ein Jahr nach ihrem Ehemann.